# Albert Réville (teólogo)

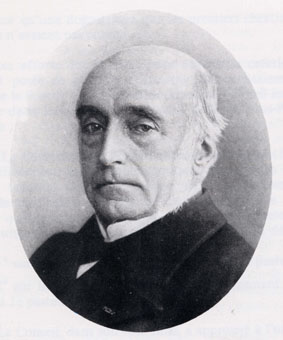
Albert Réville.

Albert Réville, nacido en Dieppe el 3 de noviembre de 1826 y fallecido en París el 25 de octubre de 1906, fue un teólogo francés, especialista en exégesis bíblica e historia y líder religioso del protestantismo liberal.

## Biografía
Después de estudiar en Ginebra y Estrasburgo, se convirtió en 1851 pastor reformista de la iglesia Valona en Róterdam (Países Bajos), donde permaneció hasta 1872.
En 1880 fue nombrado profesor del Collège de France, donde es titular de la primera clase de historia de las religiones. Es el fundador de la Revista de la historia de las religiones. Albert Réville es el padre de Jean Reville, quien le sucedió en el Collège de France, y el abuelo de Albert Réville, que fue alcalde de Reims.

## Principales publicaciones
- Solutions évangéliques, trois sermons prêchés à Rotterdam et à Utrecht, dans les temples wallons de ces deux villes (1853)
- De la Rédemption, études historiques et dogmatiques (1859)
- Essais de critique religieuse (1860)
- Études critiques sur l'évangile selon St. Matthieu (1862)
- Manuel d'instruction religieuse (1863)
- Notre christianisme et notre bon droit, trois lettres à M. le pasteur Poulain, au sujet de sa critique de la théologie moderne (1864)
- La Vie de Jésus de M. Renan devant les orthodoxies et devant la critique (1864)
- Théodore Parker, sa vie et ses œuvres, un chapitre de l'histoire de l'abolition de l'esclavage aux États-Unis (1865)
- Quatre conférences sur le christianisme prêchées à Strasbourg, à Nîmes, à Montpellier, à Montauban, à Clairac et dans plusieurs autres églises du midi de la France (1865)
- Histoire du dogme de la divinité de Jésus-Christ (1869)
- L'Enseignement de Jésus-Christ comparé à celui de ses disciples (1870)
- Histoire du Diable, ses origines, sa grandeur et sa décadence (1870)
- Douze sermons (1874)
- Prolégomènes de l'histoire des religions (1881)
- Histoire des religions (2 volumes, 1883-1889)
- Les Religions du Mexique, de l'Amérique centrale et du Pérou (1885)
- Jésus de Nazareth, études critiques sur les antécédents de l'histoire évangélique et la vie de Jésus (2 volumes, 1897)
- Les Étapes d'un intellectuel : à propos de l'affaire Dreyfus (1898)